# Maison de l'Europe de Paris
Maison de l'Europe de Paris (tj. Dům Evropy v Paříži) je informační centrum v Paříži, jehož posláním je informovat o Evropské unii ve Francii. Nachází se na Avenue de Villiers č. 29 v 17. obvodu. Bylo otevřeno v roce 1956.

## Činnost
Hlavním posláním Maison de l'Europe je nabídnout zájemcům bez ohledu na věk a národnost informace o členských zemích EU nebo partnerech Evropské unie.
Ve spolupráci s dalšími institucemi – profesními organizacemi, kulturními subjekty, univerzitami či jinými školami pořádá diskuse, přednášky a semináře či jiné akce. Pravidelně pořádá zejména Den Evropy před Hôtel de Ville ve spolupráci s pařížskou radnicí a s podporou Evropské komise.
Provozuje také Club Erasmus pro zahraniční studenty, kteří se zde mohou scházet ohledně různých aktivit jako je kino, divadlo, hudba apod.